# Filipínské námořnictvo
Filipínské námořnictvo je jednou ze složek ozbrojených sil Filipín. Tvoří jej cca 74 plavidel a 24 000 osob. Má oddíl námořní pěchoty i svou leteckou složku. Spolupracuje s pobřežní stráží. Námořnictvo využívá pestrou směs starých a novějších plavidel. Filipínské válečné lodě nesou před jménem označení BRP. Dlouhodobě se potýká s nedostatkem financí, což podvazuje jeho možnosti. V roce 2008 připustilo, že mu schází kapacita pro obranu Spratlyových ostrovů, o které vede spor několik států, včetně Čínské lidové republiky.
Kapacity námořnictva stačí na pobřežní hlídkování, přepravu vojáků, potírání pašeráctví, nebo odstraňování živelních pohrom. Na druhé straně mu donedávna chyběla řada klíčových schopností běžných pro námořnictva okolních států. Až do roku 2020 filipínská plavidla postrádala protiletadlové a protilodní střely, přičemž jejich schopnost likvidace min, nebo protiponorkového boje byla velmi omezená. To se změnilo zařazením moderních fregat třídy José Rizal v letech 2020–2021. Částečná modernizace se dotýká i dalších oblastí a mimo jiné zahrnuje dvě výsadkové lodě třídy Makassar, protilodní střely Spike-ER, nebo vůbec první dva filipínské protiponorkové vrtulníky AW159 Wildcat.

## Historie

### Revoluční námořnictvo (1898–1901)
Filipíny byly až do konce 19. století španělskou kolonií. Roku 1898 vypukla španělsko-americká válka, jejíž důležitou epizodou byla španělská prohra v bitvě v Manilské zátoce. Američané po ní potřebovali pomoc filipínských zastánců nezávislosti, a proto jim mimo jiné darovali člun z potopeného křižníku Reina Cristina. Plavidlo pojmenované Magdalo se stalo první lodí filipínského revolučního námořnictva, které doplnilo několik původně španělských ozbrojených parníků a obchodních lodí. Dne 20. května 1898 na něm byla vyvěšena filipínská vlajka. Toto datum je oslavováno jako den vzniku filipínského námořnictva. Revoluční flotila se úspěšně zapojila do filipínské revoluce, po jejímž úspěchu byla vyhlášena Filipínská první republika. Nedokázalo však vzdorovat americké invazi roku 1898. Po filipínsko-americké válce se v roce 1901 Filipíny staly kolonií Spojených států amerických.

### Americkou kolonií (1901–1946)

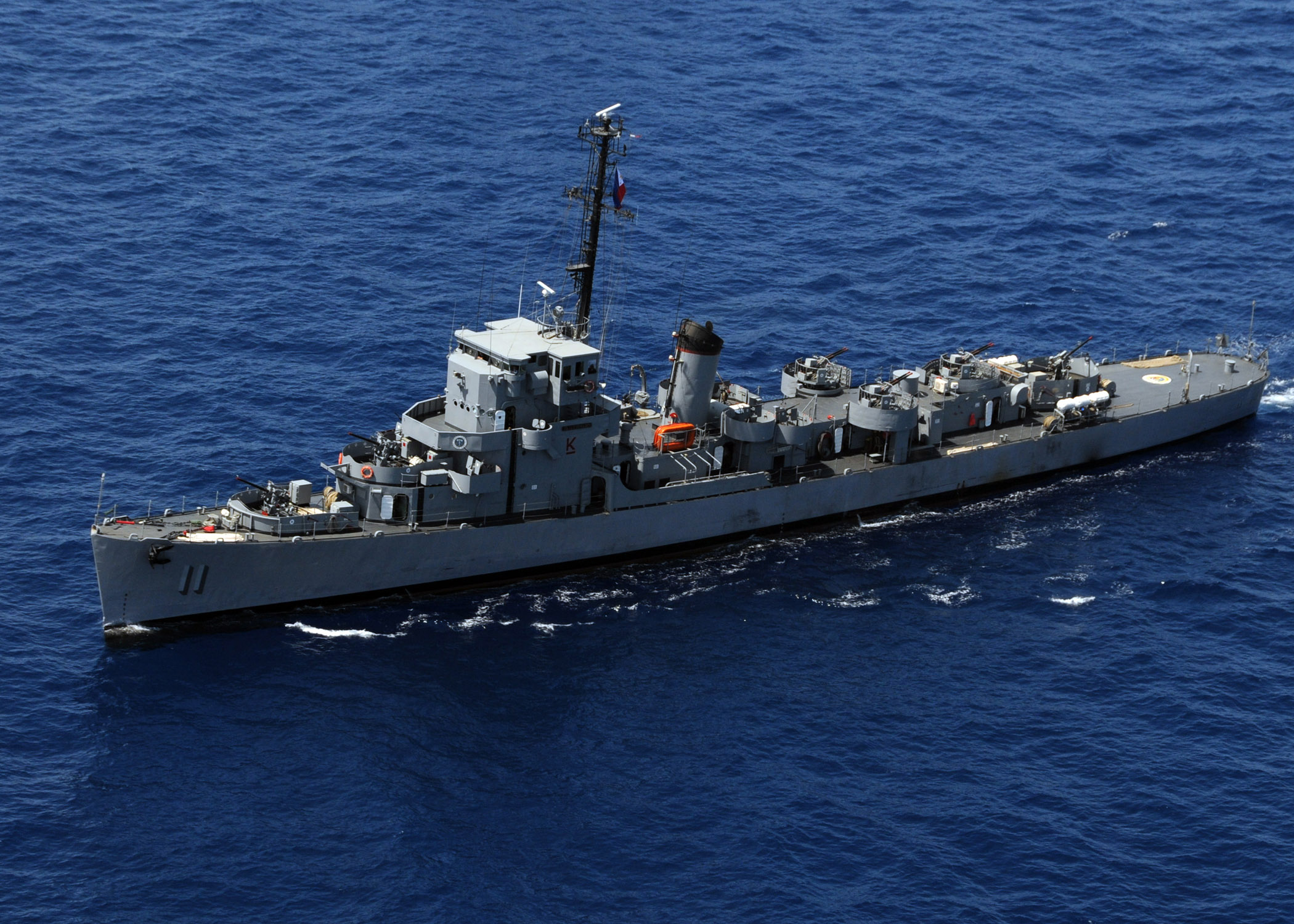
Rajah Humabon (PS-11)

V roce 1916 byla Filipínám udělena tzv. omezená autonomie. V zemi získala vliv americká námořní tradice. Roku 1939 byly na Filipínách vytvořeny pobřežní obranné síly Off Shore Patrol (OSP), skládajících se z torpédových člunů Luzon (Q-111), Abra (Q-112) a Agusan (Q-113). Do konce roku byly dodány ještě dva čluny a třetí roku 1941. Poté vypukla druhá světová válka v Pacifiku, během které byly Filipíny okupovány Japonskem a OSP zaniklo.

### Po získání nezávislosti (od 1946)

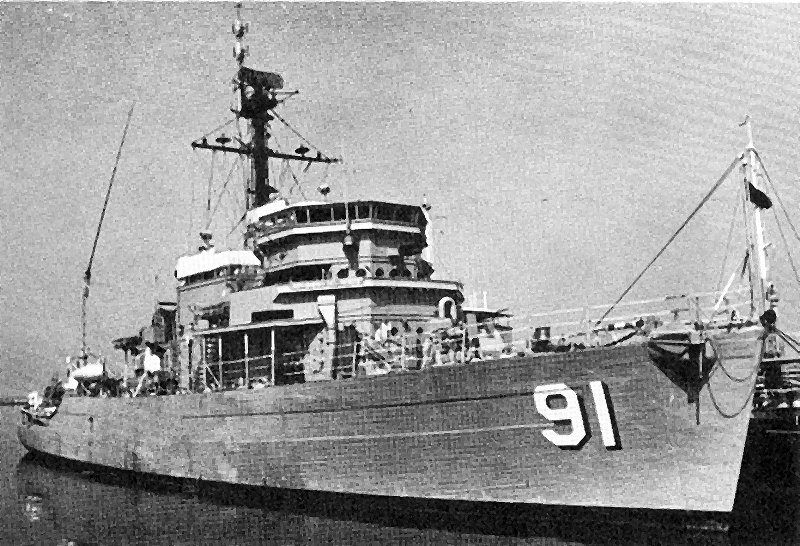
Davao del Norte (PM-91)

OSP bylo 1. října 1945 reaktivováno, dále rozšiřováno a později se stalo základem obnoveného filipínského námořnictva. Filipíny získaly nezávislost roku 1946, v říjnu 1947 bylo OSP přejmenováno na Philippine Naval Patrol (PNP) a konečně 5. ledna 1951 na filipínské námořnictvo. Americká vojenská přítomnost však zůstala zachována, včetně velké námořní základny Subic Bay, což jim pomáhalo například během vietnamské války. Země obdržela rozsáhlou americkou vojenskou pomoc, včetně množství lodí pocházejících z doby druhé světové války.
V 60.–80. letech se pozornost ozbrojených sil soustředila na potlačování komunistických povstání (např. na ostrově Mindanao). Prioritu měla armáda a letectvo, zatímco podfinancované námořnictvo provádělo blokádu, palebnou podporu a přepravu vojáků. Největší posilu námořnictva v tomto období paradoxně znamenala plavidla námořnictva Vietnamské republiky, která uprchla po pádu Jižního Vietnamu roku 1975.
V letech 1966–1986 zemi diktátorsky vládl prezident Ferdinand Marcos podporovaný Spojenými státy. Americké námořnictvo a letectvo Filipíny opustilo až v 90. letech 20. století. Americké rozhodnutí však vychýlilo rovnováhu sil v oblasti, kde bylo dlouhodobě napětí např. kvůli sporům o Spratlyovy ostrovy. Čína si činí nárok na 90% oblasti Jihočínského moře a své nároky prosazuje velmi asertivně. Filipínské námořnictvo bylo na počátku 90. let slabé a zastaralé, neboť jeho jádro stále tvořila druhoválečná plavidla na samé hranici životnosti. Proto byl roku 1995 přijat zákon o modernizaci námořnictva. Dle něj mělo námořnictvo získat tři fregaty, šest korvet, 12 oceánských hlídkových lodí a 12 raketových člunů. Také tento plán zůstal nenaplněn, stejně jako mnohé další a filipínské námořnictvo patří mezi nejslabší v oblasti. V 90. letech byly získány jen dvě výsadkové lodě třídy Bacolod City a série menších hlídkových člunů. Dále byla po roce 2008 zařazena výsadková loď Tagbanua (AT-296), která se stala největší domácími loděnicemi postavenou válečnou lodí (původně jí byl dělový člun Aguinaldo).
Další dílčí posílení nastalo po roce 2010. Námořnictvo nejprve získalo tři starší velké kutry třídy Hamilton, přičemž probíhá dodávka dvou velkých výsadkových lodí třídy Makassar a stavba dvou moderních fregat třídy José Rizal. Námořnictvo roku 2018 získalo svůj první specializovaný protiponorkový vrtulník AW159 Wildcat a má objednány též protilodní střely Spike-ER. Díky podpoře Japonska navíc od roku 2016 probíhá dodávka 10 nových hlídkových lodí třídy Parola pro pobřežní stráž.
Přinejmenších od 90. let by filipínské námořnictvo chtělo získat vlastní ponorky, avšak neúspěšně. Mezitím je začala provozovat řada okolních zemí (Vietnam, Singapur, Malajsie aj.).

## Složení

### Fregaty

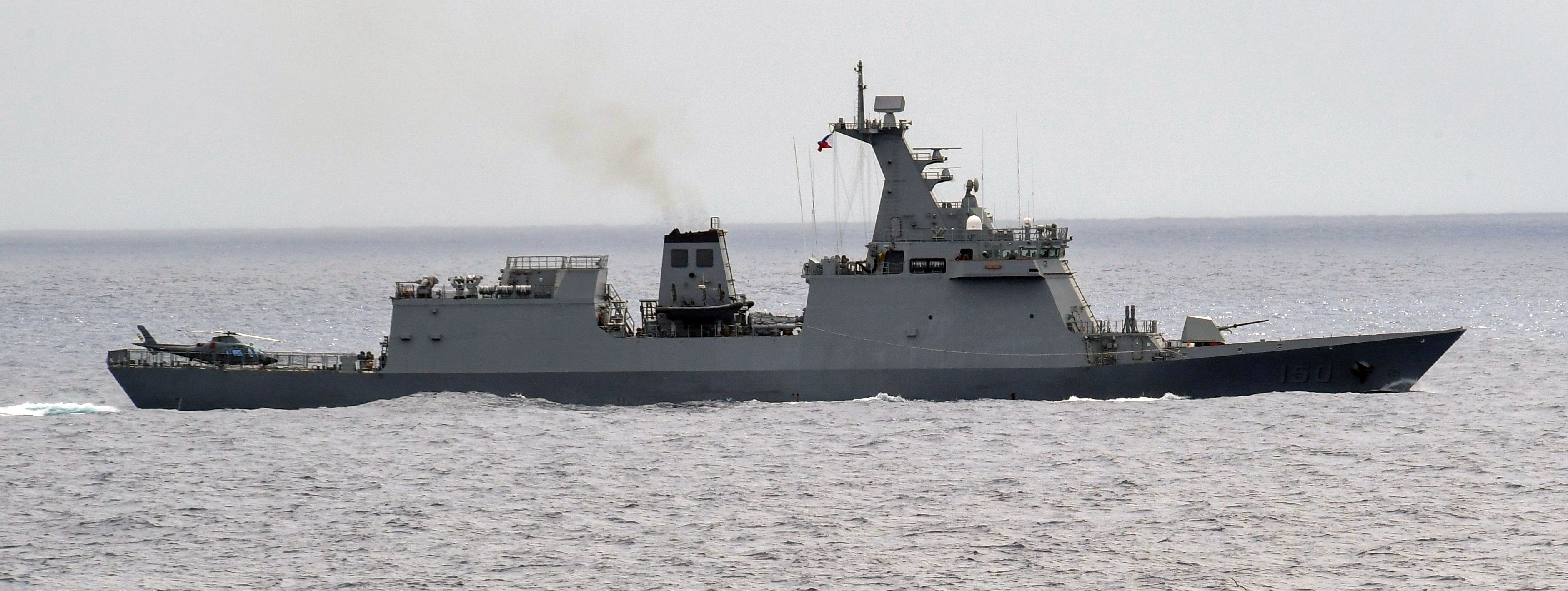
José Rizal (FF-150)

- Třída Miguel Malvar
  - Miguel Malvar (FFG-06)

- Třída José Rizal
  - José Rizal (FF-150)
  - Antonio Luna (FF-151)

### Korvety

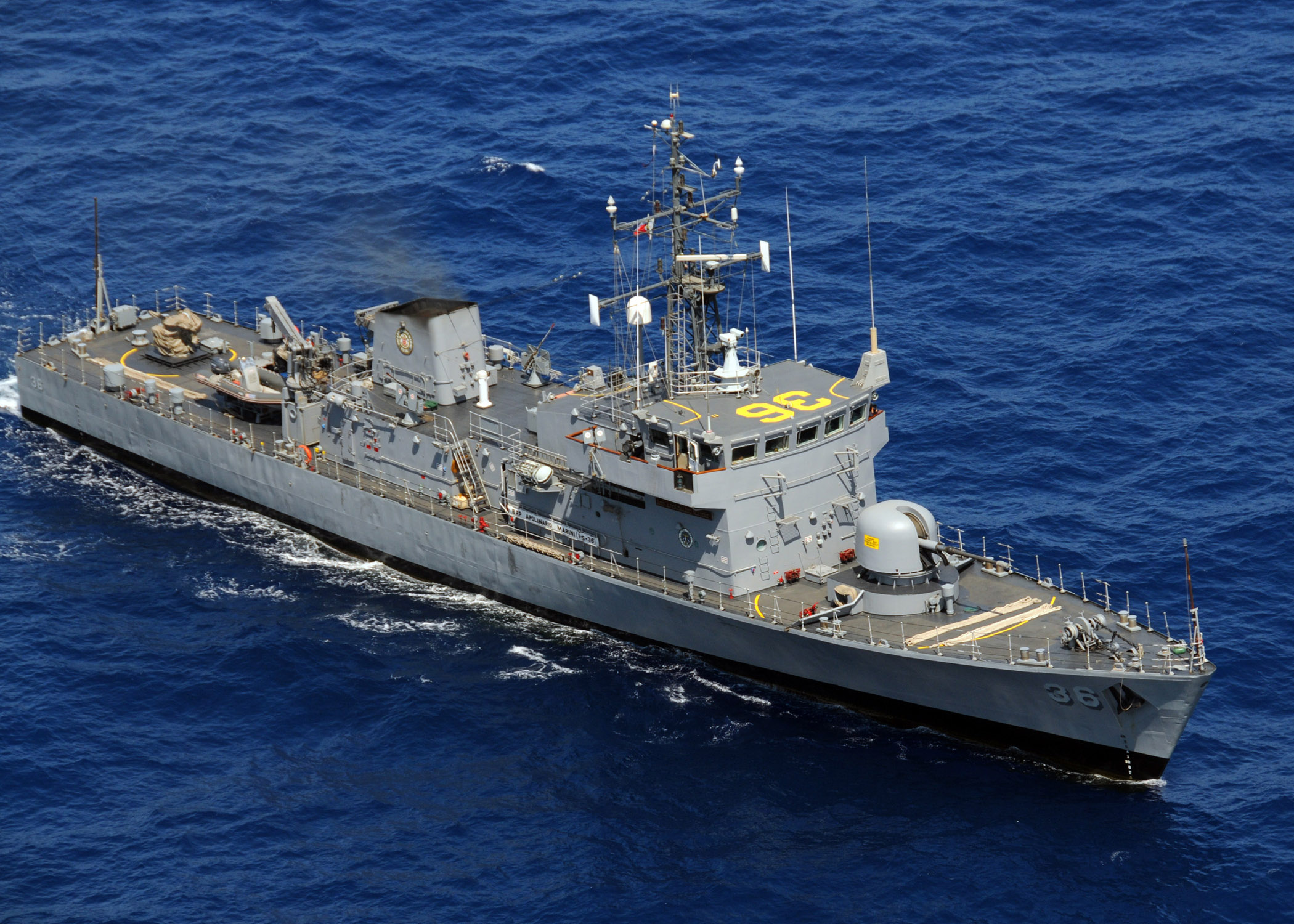
Apolinario Mabini (PS-36)

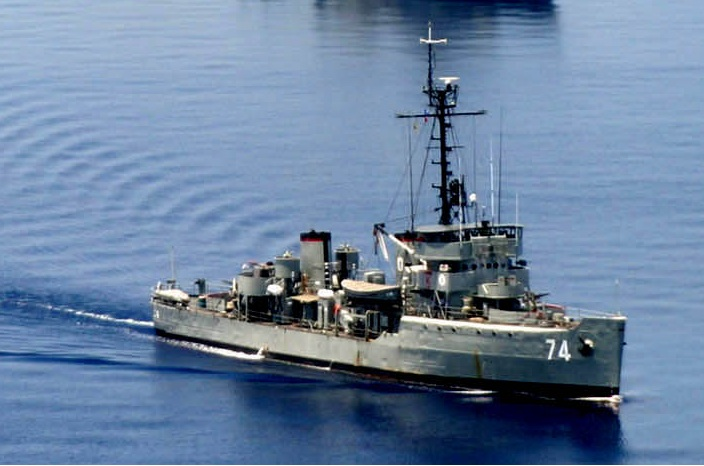
Rizal (PS-74)

- Třída Pchohang
  - Conrado Yap (PS-39, ex Chungju)

- Třída Jacinto
  - Emilio Jacinto (PS-35)
  - Apolinario Mabini (PS-36)
  - Artemio Ricarte (PS-37)

- Třída Auk
  - Quezon (PS-70)
  - Rizal (PS-74)

### Oceánské hlídkové lodě
- Třída Del Pilar

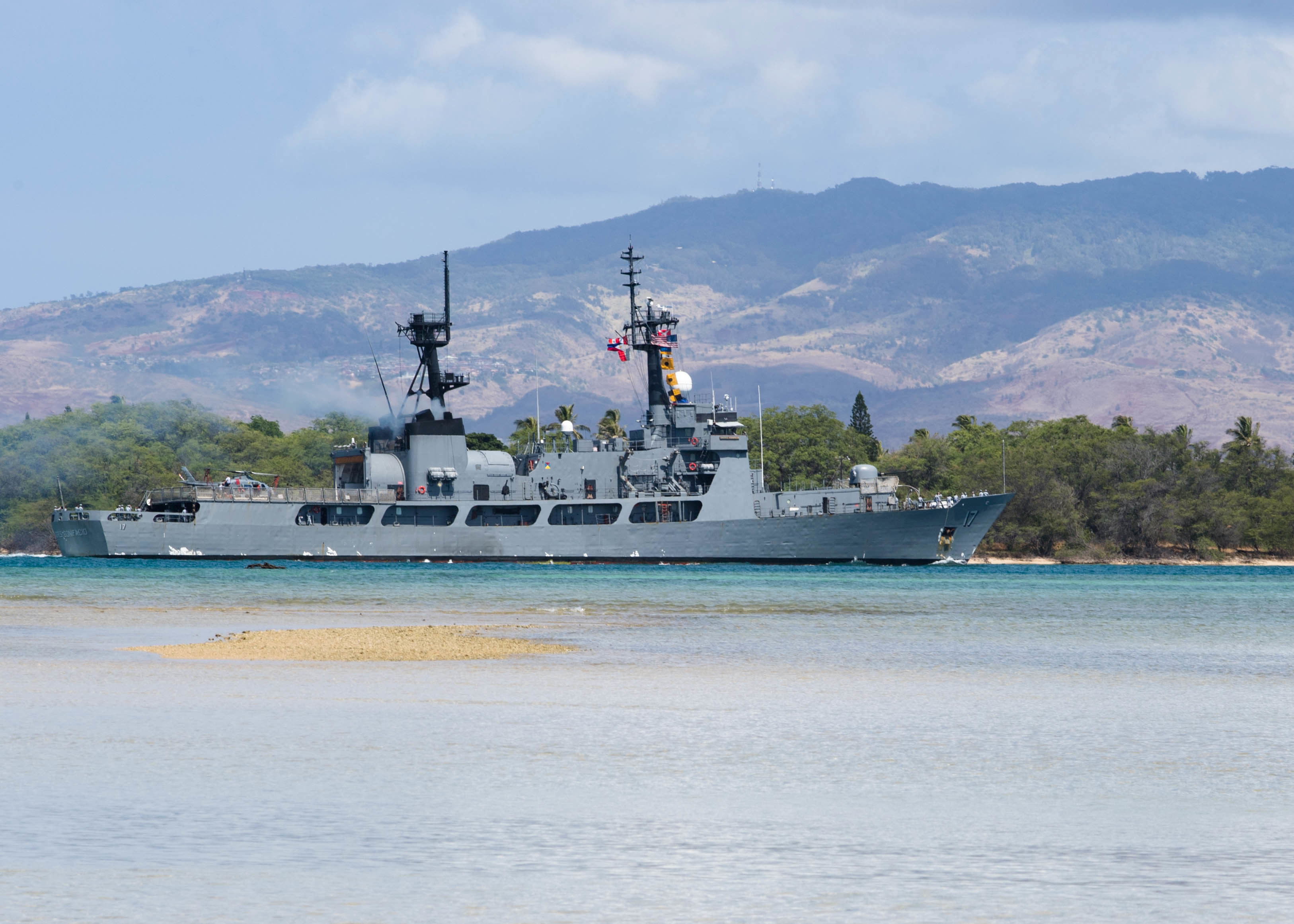
Andres Bonifacio (PS-17)

  - Gregorio del Pilar (PS-15, ex FF-15) – vlajková loď
  - Ramon Alcaraz (PS-16, ex FF-16)
  - Andres Bonifacio (PS-17, ex FF-17)

### Hlídkové lodě
- Třída Acero – Shaldag Mk V (8 ks)
- Třída Cyclone (3 ks)
- Třída Kagitingan (2 ks)
- Třída Jose Andrada (22 ks)
- Třída Point (2 ks)
- Třída Chamsuri (8 ks)
- Třída Haksaeng (2 ks)

### Výsadkové lodě

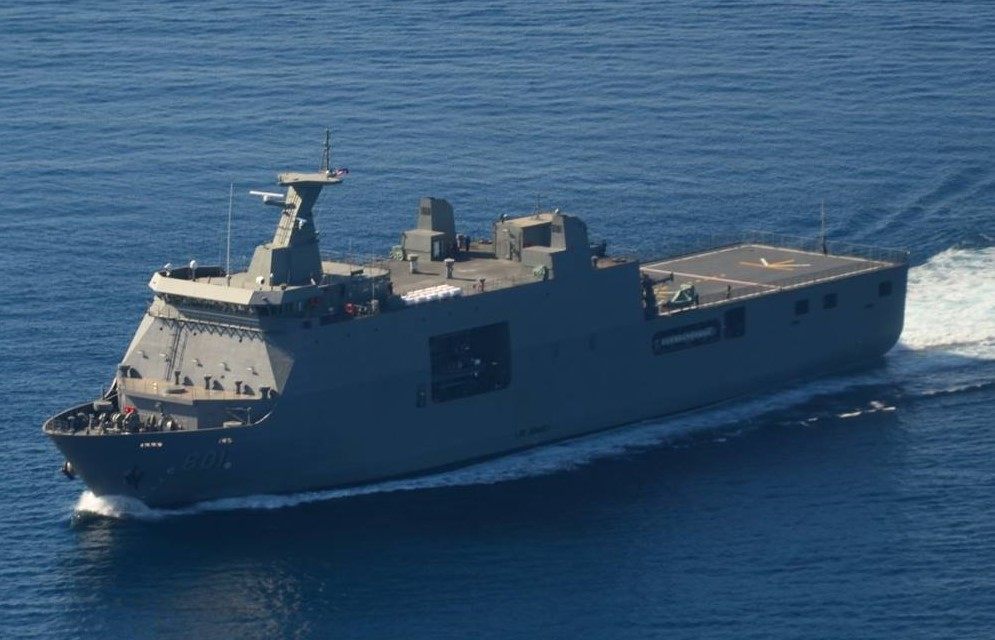
Tarlac (LD-601)

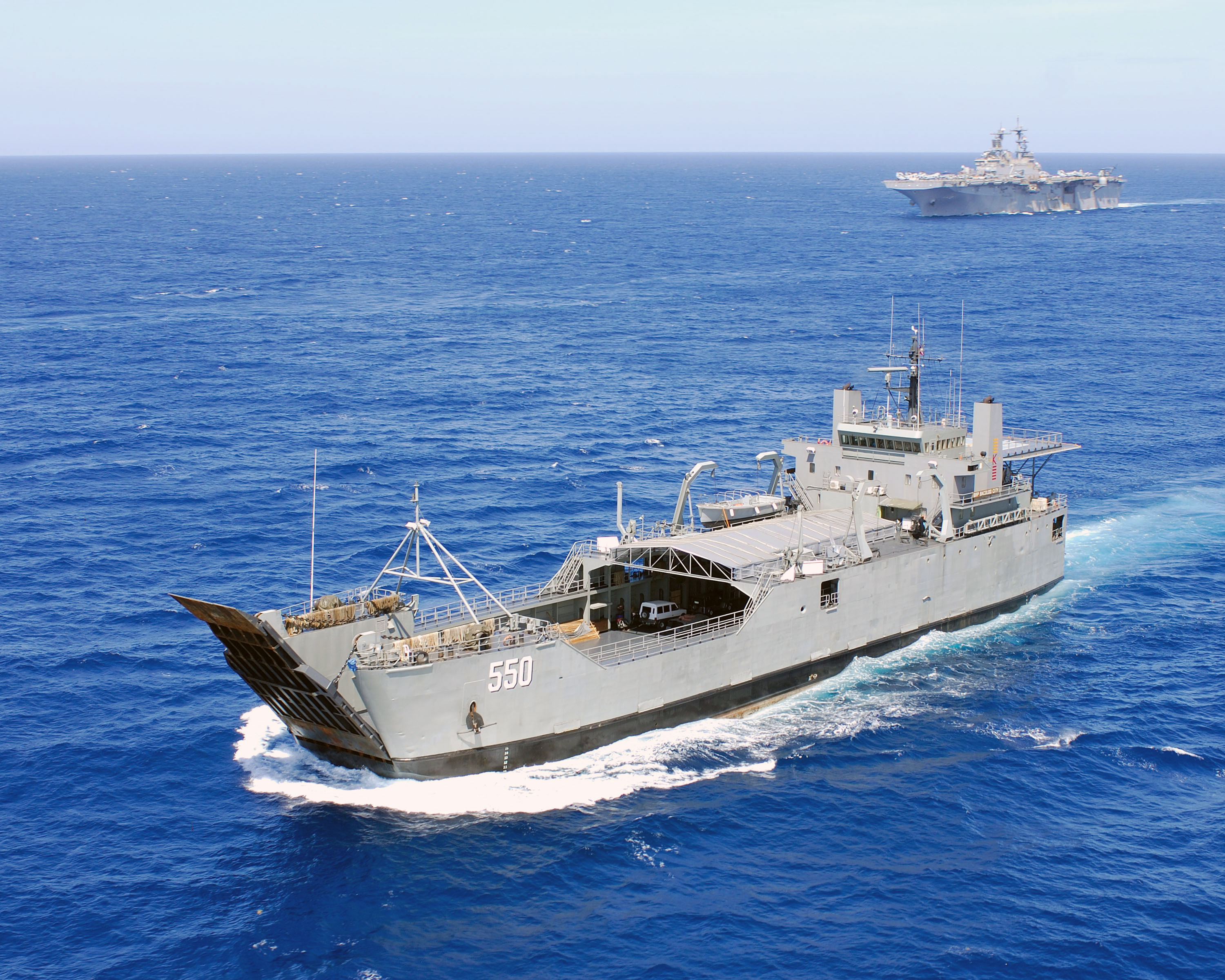
Bacolod City (LC-550)

- Třída Tarlac – 123 metrová varianta třídy Makassar
  - Tarlac (LD-601)
  - Davao del Sur (LD-602)

- Třída Bacolod City (2 ks)
- Třída LST-1 (1 ks)
- Třída LST-542 (1 ks)
- Tagbanua (AT-296)
- Manobo (AT-297)

- Třída Balikpapan (5 ks)

## Plánované akvizice
- Plánováno je pořízení dvou konvenčních ponorek. Mezi uchazeči jsou loděnice z Francie a Jižní Koreje.[11]

- Třída Miguel Malvar (1 ks) – 3200tunové raketové fregaty jihokorejské loděnice HD Hyundai Heavy Industries (HD HHI, dříve Hyundai Heavy Industries).[12] Stavba zahájena v listopadu 2023.[13]

- Třída Rajah Sulayman (6 ks) – 2400tunové oceánské hlídkové lodě jihokorejské loděnice HD HHI.[14]

- Třída Shaldag (Acero) (1 ks) – Objednány v rámci programu Fast Attack Interdictor Craft-Missile (FAIC-M). Čtyři z nich nesou řízené střely Spike NLOS.
- Dvě výsadkové lodě kategorie LPD, 124 metrová varianta třídy Makassar.[15]

- Třída Abukuma (6 ks) – Země projevila zájem o protiponorkové fregaty, dokončené v Japonsku v 90. letech.

## Letadla
- 2× AW159 Wildcat – protiponorkový vrtulník[4]
- 5× TC-90 King Air – průzkumný a cvičný letoun[10]